# 앤서니 휴이시
앤서니 휴이시(영어: Antony Hewish, 1924년 5월 11일~2021년 9월 13일)는 영국의 전파 천문학자이다. 1974년에 구경 합성 기술을 개발하고 펄사를 발견한 공로로 마틴 라일과 함께 노벨 물리학상을 수상했다.

## 청년 시기
그는 킹스 칼리지 런던에 재학했다. 케임브리지 대학교에 다니면서 논문을 쓰고 있을 때, 영국 왕립 비행단(영국 공군)과 영국 원격 통신 연구 회사에서의 전쟁 지원을 위해 케임브리지 대학교의 구성원들이 징집되었다. 그래서 그는 영국 원격 통신 회사에서 마틴 라일과 함께 일하게 되었다. 1946년에 케임브리지 대학교로 돌아온 그는 학위를 수여받은 후 바로 캐번디시 연구소 내의 마틴 라일의 연구팀에 들어갔고, 1952년에 박사 학위를 수여받았다. 그는 항성원에서 방사된 빛이 플라즈마와 충돌하여 확연한 신틸레이션을 나타낸다는 것을 알아내 항성원 탐색의 실지적이고 이론적인 분야 모두에 공헌했다.

## 노벨상 수상
그가 천문대에서 조사를 하던 중에 그의 제자였던 조슬린 벨이 최초로 펄사를 발견했다. 그러나 그것을 발표한 논문의 지은이 명단에서는 휴이시는 첫 번째, 벨은 두 번째로 올라갔다. 그 결과로 1974년의 노벨 물리학상 수상자는 마틴 라일과 휴이시로 결정되었다. 그 일은 이후 논쟁을 불러일으켰으며, 그의 동료 천문학자이던 프레드 호일은 이 점을 직설적으로 비판했다. 하지만 전파 천문학에 대한 그들의 공로 자체를 생각하면 그들이 수상하는 것이 맞다고 보는 사람들도 있었다.

## 기타 경력
그는 1971년부터 1989년까지 캐번디시 연구소에서 전파천문학과 교수로 있었고, 1982년부터 1988년까지는 뮐러드 전파 천문대 대장으로 있었다. 1968년에는 영국 학술원의 특별 회원으로 선출되었다. 로런스 브래그 경이 영국 왕립 과학 연구소 소장으로 있는 동안 그는 연구소와 제휴를 맺은 이후 크리스마스에 특별 강의를 했고, 이후 가끔 금요일 저녁에 강의를 하기도 하다가 1977년에 정교수로 임명되었다.

## 수상, 가입 단체
그는 맨체스터 대학교, 엑서터 대학교, 케임브리지 대학교 등 여섯 개의 대학교에서 명예 학위를 받았고, 벨기에 왕립 아카데미, 미국 예술 과학 아카데미, 인도 국립 과학 아카데미의 외국인 회원이었다. 그가 받은 상들은 다음과 같다.
- 에딩턴 메달 (1969)
- 델린저 메달 (1972)
- 앨버트 A. 마이클슨 메달 (1973)
- 노벨 물리학상 (1974)
- 휴스 메달 (1977)

## 종교적 견해
그는 과학과 종교가 서로 보완 관계에 있다고 보았다. 그가 저술한 책 진실에 대한 질문에서 그는 다음과 같이 말했다.
| “ | 희미하게 존재하는 가상 입자는 이성적인 상식을 벗어나고 물리학에 생소한 사람들은 직관적으로 이해할 수도 없다. 신에 대한 종교적 믿음은 (중략) 상식적으로 이해가 되지 않을 수 있다. 하지만 만약 기초 물리학이 이러한 방향으로 나아간다면, 우리들은 우리 존재의 가장 깊숙한 측면이 우리의 상식을 벗어난다는 사실을 인정할 준비가 되어 있어야 할 것이다. | ” |

## 같이 보기
- 천문학자 목록